# Богуш (герб)
Богуш (Вила, пол. Bohusz, Widły) - шляхетський герб.

## Опис герба
Описання, що використовують правила блазонування, запропонованих Альфредом Знамеровським: 
У червоному полі двозубі залізні вила. 
У клейноді над шоломом в короні, такі ж вила.

## Найперша згадка
За словами історика Юліуша Кароля Островського, герб принесено з Чехії в 1296 році.

## Геральдичний рід
Цей герб, як власний герб, належав лише одній родині: Богуш (Bohusz).
Не слід путати з іншим гербом, який українською мовою звучить так само, але української пишеться Боґуш, а польською пишеться Bogusz.